# Летающая монахиня
«Летающая монахиня» (англ. The Flying Nun) — американский комедийный телесериал с Салли Филд в главной роли, который транслировался на ABC с 7 сентября 1967 года, по 3 апреля 1970 года, производя 82 эпизода. Является адаптацией романа Тере Риз «Пятнадцатый пеликан», вышедшего в 1965 году. Сюжет разворачивался вокруг молодой монахини, которая умела летать.

## История создания
Шоу было разработано ABC специально для Салли Филд, после того как её ситком «Гиджет» был закрыт. Филд первоначально отказалась от роли, так как ей не нравилась идея шоу, но после согласилась играть её, чтобы не портить отношения с телесетью. Филд, которая после шоу некоторое время пыталась выбраться за рамки звезды странного ситкома, неоднократно отмечала, что стесняется своего участия в нем.
Шоу в ходе своего периода трансляции претерпело ряд изменений. Если в первом сезоне оно было классическим ситкомом, то во втором проект превратился больше в буффонаду. В третьем и последнем сезоне продюсеры решили вернуть формат юмора из первого сезона. Ещё одним препятствием стала беременность Филд первым ребёнком, из-за чего в большинстве сцен приходилось закрывать её тело декорациями и использовать дублера.

## Критика и оценки
Несмотря на странную концепцию, ситком оказался успешным в рейтингах в ходе первого сезона. Тем не менее рейтинги опустились к концу первого сезона и ситком никогда не попадал в годовой Топ 30 самых наблюдаемых шоу. В период своей трехлетней трансляции, ситком выходил в блоке с «Моя жена меня приворожила» и «Эта девушка». Несмотря на нелюбовь критиков к шоу, в 1968 году Мардж Редмонд номинировалась на премию «Эмми» за лучшую женскую роль второго плана в комедийном телесериале.